# Niesslia ilicifolia
Niesslia ilicifolia är en lavart som först beskrevs av Mordecai Cubitt Cooke, och fick sitt nu gällande namn av Georg Winter 1887. Niesslia ilicifolia ingår i släktet Niesslia och familjen Niessliaceae.   Inga underarter finns listade i Catalogue of Life.